# Берлинска декларација о отвореном приступу научном знању
Берлинска декларација о отвореном приступу научном знању (енгл. Berlin Declaration on Open Access to Knowledge in the Sciences and Humanities) потписана је 22. октобра 2003. године у Берлину, као резултат тродневне конференције на тему отвореног приступа, главни иницијатор било је Друштво Макс Планк. Декларацију, која важи за прекретницу на пољу јавног приступа, најпре је потписало 19 чланова, које су чиниле водеће међународне научне организације и истраживачке и културне установе. До фебруара 2015. потписало ју је укупно 497 институција, а листа чланова се константно проширује. Берлинска декларација говори о публиковању научних информација, и као један од циљева наводи подстицање свих укључених страна на објављивање радова у складу са принципом отвореног приступа. Декларација је састављена на енглеском језику, а у међувремену је преведена на бројне светске језике (немачки, руски, грчки, кинески, француски, италијански, пољски, шпански, турски, арапски и српски).
Берлинска декларација, као и њене претходнице Будимпештанска иницијатива (Budapest Open Access Initiative), Повеља ECHO и Бетезданска изјава о објављивању у отвореном приступу, наставља да промовише интернет као битно средство у процесу преноса знања с том разликом што проширује опсег знања, доступног у јавном приступу, па тако поред научних часописа на које су њене претходнице биле ограничене, Берлинска декларација у јавни приступ укључује и културно наслеђе које се чува у архивима, музејима и библиотекама.
У предговору декларације пише: „У духу Будимпештанске иницијативе за отворени приступ, Повеље ECHO и Бетезданске изјаве о објављивању са отвореним приступом, припремили смо нацрт Берлинске декларације како бисмо промовисали интернет као делотворни инструмент основе глобалног научног знања и људске мисли, и предложили мере које би креатори истраживачке политике, научноистраживачке установе, фондови за финансирање истраживања, библиотеке, архиви и музеји требало да размотре”

## Циљеви
Основни циљеви потписника декларације били су да се научна дискусија промовише и да се постане доступна што широј јавности захваљујући могућностима које доноси електронска комуникација, а које се константно повећавају. Сагласно томе, Берлинска декларација дефинише садржаје који треба да буду објављени у складу са принципима отвореног приступа. „Прилози са отвореним приступом укључују изворне резултате научних истраживања, необрађене податке и метаподатке, изворе, дигиталне приказе сликовног и графичког материјала и научну мултимедијалну грађу”
Creative Commons лиценца која предвиђа признавање ауторства као и могућност преправљања (derivative wоrks) и комерцијалне употребе, може се сматрати конкретизацијом дефиниције Берлинске декларације у правном смислу, иако у оквиру јавног приступа већ постоје ограничења како у погледу могућности преправљања без сагласности аутора, тако и у погледу комерцијалне употребе доступних материјала. 
У овом смислу се од научника институција које су потписале Декларацију тражи да објављују своје радове, тако да су они свима трајно бесплатно доступни. Истовремено се културне институције охрабрују да учине своје колекције доступним јавности у дигиталном облику. На овај начин културно добро целокупног човечанства, закључно са актуелним резултатима истраживања свима стоји на располагању потпуно бесплатно. 
У овом непрекидном процесу потписници Декларације траже и предлажу решења за главне проблематичне тачке, као што су питање квалитета или прихватљивост публикација у отвореном приступу. Као резултат тога настале су Берлинске конференције, којих је до сада било 11.

## Берлинска декларација у Србији
На основу одлуке Сената Универзитета у Београду, о подршци начелу отвореног приступа, ректор Универзитета у Београду, проф. Др Бранко Ковачевић, потписао је Берлинску декларацију о отвореном приступу научном знању. У складу са овом одлуком, Универзитет у Београду успоставља Дигитални архив са отвореним приступом у Универзитетској библиотеци „Светозар Марковић“